# 永安水库 (莫力达瓦旗)
永安水库 是中国内蒙古自治区呼伦贝尔市莫力达瓦达斡尔族自治旗西瓦尔图镇境内的一座小一型水库，位于嫩江支流诺敏河支流坤密尔提河支流西瓦尔图河上。设有莫旗水利局永安水库管理站。主要用于灌溉。 以防洪、灌溉为主，兼有水产养殖、旅游等
2021年7月18日13时48分，莫力达瓦旗境内诺敏河支流西瓦尔图河上的永安水库发生垮坝；垮坝险情发生前，永安水库下游群众已全部转移，目前未收到人员伤亡报告。国家水利部立即传达贯彻李克强总理和胡春华副总理、王勇国务委员重要批示，启动洪水灾害防御Ⅲ级应急响应，迅速组织力量实施人员转移、逐户逐人核对、全域搜救，确保不漏一人，精准预报垮坝（后的）洪水演进过程，科学调控（减低）尼尔基水库出流，提前做好（下游）洪水演进影响区域人员避险转移；举一反三全面检视其他水库运行状况，确保水库运行安全；成立由刘伟平副部长任组长的水利部指导调查组，立即前往现场指导抢险和调查处理。国家防总、水利部启动防汛Ⅲ级应急响应，要求全国水利系统要举一反三，深入剖析内蒙古水库溃坝成因，汲取内蒙古自治区境内永安水库（小1型）和新发水库（中型）两座水库溃坝事件教训，对水库各类设施进行专项检查，针对当前存在的突出问题，提前预置抢险物资、设备和队伍，为水库突发险情，做好抢险准备，必要时可采取开挖非常溢洪道，确保水库大坝绝对安全，确保水库安全渡汛。